# Nylöse församling

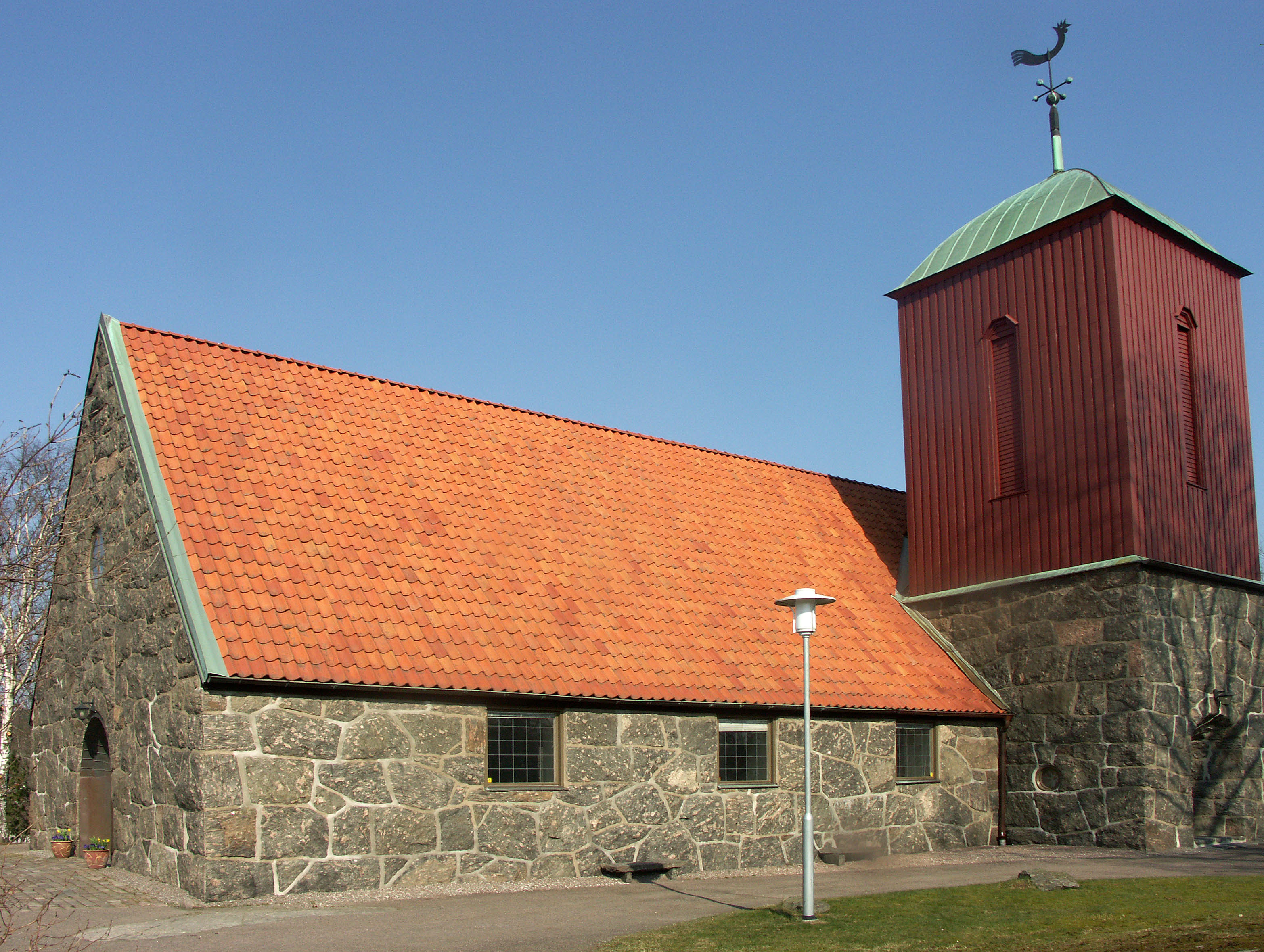
Utby kyrka i Nylöse församling

Nylöse församling är en församling i Göteborgs norra kontrakt i Göteborgs stift. Församlingen ligger i Göteborgs kommun i Västra Götalands län (Västergötland) och ingår i Nylöse pastorat.

## Administrativ historik
Församlingen återbildades 1969, efter att varit ett kyrkobokföringsdistrikt i Göteborgs Gamlestads församling sedan 1951. Detta efter att Gamlestadens kyrkobokföringsdistrikt 1969 brutits ut ur Göteborgs Gamlestads församling och bildade Göteborgs Sankt Pauli församling och den kvarvarande delen namnändrades.
Församlingen var från 1969 fortsatt uppdelad i kyrkobokföringsdistrikt: Nylöse kbfd, och Bergsjöns kfdb. 1971 utbröts Bergsjöns församling från området, vilket betydde att kyrkobokföringsdistrikten upphörde.
Församlingen utgjorde till 2018 ett eget pastorat för att från 2018 ingå i Nylöse pastorat.

## Kyrkor
- Nylöse kyrka
- Utby kyrka [5]

## Areal
Nylöse församling omfattade den 1 januari 1976 en areal av 9,6 kvadratkilometer, varav 9,1 kvadratkilometer land.